# 柳村典秀
柳村 典秀（やなぎむら のりひで、1955年（昭和30年）2月17日 – ）は、日本の政治家。元岩手県滝沢村議会議員（3期）。元岩手県議会議員（2期）。元滝沢村長（2期）。元滝沢市長（1期）。

## 来歴
岩手県出身。滝沢村立滝沢第二中学校卒業。1973年（昭和48年）3月、岩手県立盛岡第三高等学校卒業。1977年（昭和52年）3月、法政大学工学部経営工学科卒業。
1991年（平成3年）から2002年（平成14年）まで岩手県滝沢村議会議員を3期務めた。同年11月17日に行われた岩手県議会議員の補欠選挙で初当選。県議は2期務めた。
2006年（平成18年）11月、滝沢村長選挙に初当選。2010年（平成22年）、再選。
2014年（平成26年）1月1日、滝沢村は市制施行し滝沢市となった。これとともに滝沢市長に就任。同年11月16日に行われた市長選挙で、元滝沢村長の柳村純一ら2候補を破り当選を果たした。11月20日、改めて市長任期開始。
2018年（平成30年）11月に行われた市長選には立候補しなかった。